# Håkon Sigurdsson
Håkon Sigurdsson (Oudnoors: Hákon Sigurðsson) (ca. 935 - 995), ook bekend als Håkon Jarl, was jarl van Lade (Trøndelag) en Northumbria. Hij regeerde over Noorwegen van 971 tot 995, eerst als onderkoning van de Deense koning Harald Blauwtand en vanaf 975 als alleenheerser.
Zijn leven wordt beschreven in de saga van Olaf Tryggvason in de Heimskringla, een 13e-eeuwse verzameling van mondeling doorgegeven koningssaga's. De Heimskringla is niet zozeer een historisch nauwkeurige bron, maar meer een mengeling van feiten en legende.
Håkon was een zoon van Sigurd Haakonsson (ca. 900 - 962) en Bergjlot Thoresdatter. Sigurd was jarl van Lade, hij zou een zoon zijn van jarl Haakon Grjotgardson (ovl. 869) maar dat lijkt chronologisch niet mogelijk. Bergjlot was een dochter van jarl Thore Ragnvaldsson "de Zwijger" (zelf een zoon van Rognvald Eysteinsson) met zijn vrouw Alof Aarbod (haar bijnaam betekent: weersverbetering), dochter van Harald I van Noorwegen.
De Noorse vorsten waren in de tijd van Sigurd formeel onderhorig aan de Deense koning maar Harald Grijshuid werd steeds machtiger en begon een onafhankelijke koning te worden. In zijn weg naar de heerschappij had Harald ook Sigurd verslagen en gedood. Håkon vluchtte naar Denemarken. Samen met andere Noorse edelen en koning Harald I van Denemarken zetten ze een valstrik op voor Harald Grijshuid. Harald van Denemarken nodigde hem uit naar Denemarken en tijdens een banket met de Noorse edelen daar, werd hij vermoord (965).
Het gezag van Harald van Denemarken over Noorwegen was hiermee hersteld en Håkon kreeg zijn rechtmatige positie als jarl van Lade. Bovendien benoemde Harald hem tot regent van vrijwel de gehele westelijke kust en het midden van Noorwegen. De eerste jaren bleef hij loyaal tegenover de Deense koning. Zo viel hij in naam van de Deense koning Götaland binnen en doodde jarl Ottar van Götaland. Omstreeks 970 kwam Håkon Harold te hulp tegen keizer Otto II, om te ontdekken dat toen hij het leger van Harald bereikte die al een bestand met Otto had onderhandeld. 
Harald dwong Håkon om zich te bekeren tot het christendom en geestelijken mee terug te nemen naar Noorwegen om het geloof daar te verspreiden. Vlak voordat hij weg zeilde dwong Håkon de geestelijken echter om van boord te gaan. Na die tijd begon Håkon zich steeds onafhankelijker op te stellen en liep de spanning met Harald op. In 977 bood hij een toevluchtsoord aan Vladimir van Kiev die uit Novgorod was verdreven. Hij hielp Vladimir om een leger te verzamelen om zijn gebieden terug te veroveren. Harald stuurde in 986 een invasievloot naar Noorwegen, geleid door de Jomsvikings, een groep gevreesde huursoldaten. Håkon versloeg de Deense vloot in de Slag bij Hjörungavágr, een grote zeeslag nabij hedendaags Ålesund. Håkon bleef onafhankelijk heerser van Noorwegen, tot zijn dood in 995.
Door de jaren werd Håkon minder geliefd. Een tekst meldt dat hij naar believen vrouwen verkrachtte, ongeacht hun status. Een aanwijzing dat dit een kern van waarheid kan hebben is zijn behandeling van zijn zoon Erik Haakonsson. Håkon verwekte hem bij een onbekende vrouw en liet hem door een kennis opvoeden, en werd zich pas weer van zijn bestaan bewust toen Erik als jonge man de beste vriend van Håkon vermoordde. In 995 brak in Trøndelag een opstand uit tegen Håkon, die al snel alle steun verloor. Hij verstopte zich uiteindelijk met zijn vriend en slaaf Tormod Kark in een varkenstal. Tormod koos ervoor om Håkon te vermoorden en gaf zijn hoofd aan Olaf Tryggvason, Olaf werd hierna verkozen tot koning van Noorwegen.
Håkons zonen Erik Haakonsson en Sven Håkonsson versloegen Olaf Tryggvason in de slag bij Svolder in 1000 en werden daarna onderkoningen van Noorwegen onder de Deense koning Sven Gaffelbaard.
De moord op Håkon Sigurdsson wordt nagespeeld in Korsvikaspillet, een openluchtschouwspel dat eens in de twee jaar in Trondheim wordt opgevoerd.
Håkon was getrouwd met Thora Skagadatter, dochter van Skage Skoptason. Ze kregen de volgende kinderen:
- Ramveig, getrouwd met Thorgrim Hardrefsson;
- Sven Håkonsson;
- Heming;
- Bergljot (ovl. na 1050), gehuwd met Einar Thambarskelfir. Einar maakte de jonge Magnus I van Noorwegen koning en was de sterke man tijdens zijn bewind. Toen Harald III van Noorwegen met grote schatten terugkwam uit Constantinopel, waar hij voor de keizers had gevochten, eiste die op grond van zijn afstamming de Noorse troon op. Tegen de zin van Einar maakte Magnus Harald tot medekoning. Kort daarna kwam Magnus onder twijfelachtige omstandigheden om het leven. Einar begon troepen te verzamelen om Harald te verdrijven. Harald nodigde Einar uit voor onderhandelingen maar daar vermoordde hij Einar en zijn zoon Eindrid (1050).

Håkon had ten minste ook nog de volgende kinderen bij onbekende vrouwen:
- Erik Haakonsson;
- Sigurd;
- Erland, gesneuveld in 995;
- Erling, gesneuveld, vermoedelijk in de slag bij Hjörungavágr;
- Ragnhild, eerste huwelijk met Skopti Skagasson, gedood door Erik Haakonsson, tweede huwelijk met Eiliv.